# روبرت أ. لويس
روبرت أ. لويس (بالإنجليزية: Robert A. Lewis)‏ هو طيار وعسكري أمريكي، ولد في 18 أكتوبر 1917 في بروكلين في الولايات المتحدة، وتوفي في 18 يونيو 1983 في نيوبورت نيوز في الولايات المتحدة.